# Indotyphlops meszoelyi
Espèce
Synonymes
- Typhlops meszoelyi Wallach, 1999

Statut de conservation UICN

 DD  : Données insuffisantes
Indotyphlops meszoelyi est une espèce de serpents de la famille des Typhlopidae. 

## Répartition
Cette espèce est endémique du district de Darjeeling dans l’État du Bengale-Occidental dans le nord-est de l'Inde.

## Étymologie
Cette espèce est nommée en l'honneur de Charles Aladar Maria Meszoely (1933-).

## Publication originale
- Wallach, 1999 : Typhlops meszoelyi, A new species of blind snake from northeastern India (Serpentes: Typhlopidae). Herpetologica, vol. 55, no 2, p. 185-191.